# ヘルナンド (ミシシッピ州)
ヘルナンド（英: Hernando）は、アメリカ合衆国ミシシッピ州北西部の都市。デソト郡の郡庁所在地である。人口は1万7138人（2020年）。テネシー州の州境に近く、メンフィス都市圏に含まれる。

アメリカ国道51号線と州間高速道路55号線の2つの自動車専用道が市内を南北に貫き、州間高速道路69号線が東西方向に走っている。ヘルナンドの歴史的中心街広場は郡庁舎を取り巻いており、コマース通りと国道51号線の交差点にある。

## 歴史
ヘルナンドはスペインの探検家で、ミシシッピ川を発見したエルナンド・デ・ソトにちなんで名付けられた。デソト郡の名称も同様である。

## 地理
ヘルナンドはデソト郡の中心に位置し、その北はサウスヘイブン市である。州間高速道路55号線あるいは国道51号線によって北のメンフィス市まで25マイル (40 km)、南のテイト郡郡庁所在地であるセナトビア市までは15マイル (24 km) である。
アメリカ合衆国国勢調査局に拠れば、市域全面積は25.8平方マイル (66.9 km2)であり、このうち陸地25.7平方マイル (66.6 km2)、水域は0.1平方マイル (0.3 km2)で水域率は0.39%である。

## 気候
ヘルナンド市の地域は暑く湿気た夏と、概して温和または冷涼な冬が特徴である。ケッペンの気候区分によれば温暖湿潤気候、略号では "Cfa" に分類される。

## 教育
ヘルナンド市の公共教育は、デソト郡教育学区が管轄している。

## 人口動態
以下は2000年国勢調査による人口統計データである。
| 基礎データ - 人口: 6,812 人 - 世帯数: 2,482 世帯 - 家族数: 1,809 家族 - 人口密度: 232.8人/km2（603.0 人/mi2） - 住居数: 2,720 軒 - 住居密度: 92.9軒/km2（240.8 軒/mi2） 人種別人口構成 - 白人: 76.35% - アフリカン・アメリカン: 21.48% - ネイティブ・アメリカン: 0.15% - アジア人: 0.66% - その他の人種: 0.78% - 混血: 0.59% - ヒスパニック・ラテン系: 3.04% 年齢別人口構成 - 18歳未満: 25.9% - 18-24歳: 9.4% - 25-44歳: 30.9% - 45-64歳: 22.0% - 65歳以上: 11.7% - 年齢の中央値: 34歳 - 性比（女性100人あたり男性の人口） - 総人口: 98.8 - 18歳以上: 97.5 | 世帯と家族（対世帯数） - 18歳未満の子供がいる: 35.5% - 結婚・同居している夫婦: 55.2% - 未婚・離婚・死別女性が世帯主: 13.4% - 非家族世帯: 27.1% - 単身世帯: 22.9% - 65歳以上の老人1人暮らし: 8.5% - 平均構成人数 - 世帯: 2.60人 - 家族: 3.05人 収入と家計 - 収入の中央値 - 世帯: 43,217米ドル - 家族: 51,155米ドル - 性別 - 男性: 39,706米ドル - 女性: 25,685米ドル - 人口1人あたり収入: 20,731米ドル - 貧困線以下 - 対人口: 9.8% - 対家族数: 6.5% - 18歳未満: 12.2% - 65歳以上: 16.3% |

## ギャラリー

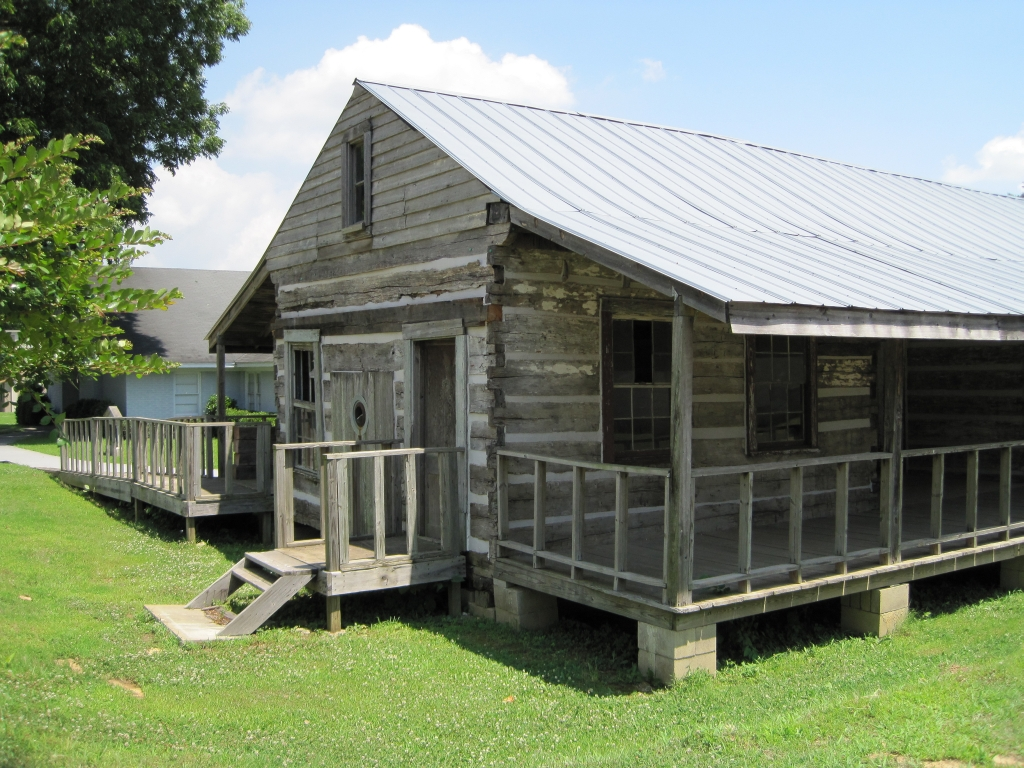
ログハウス
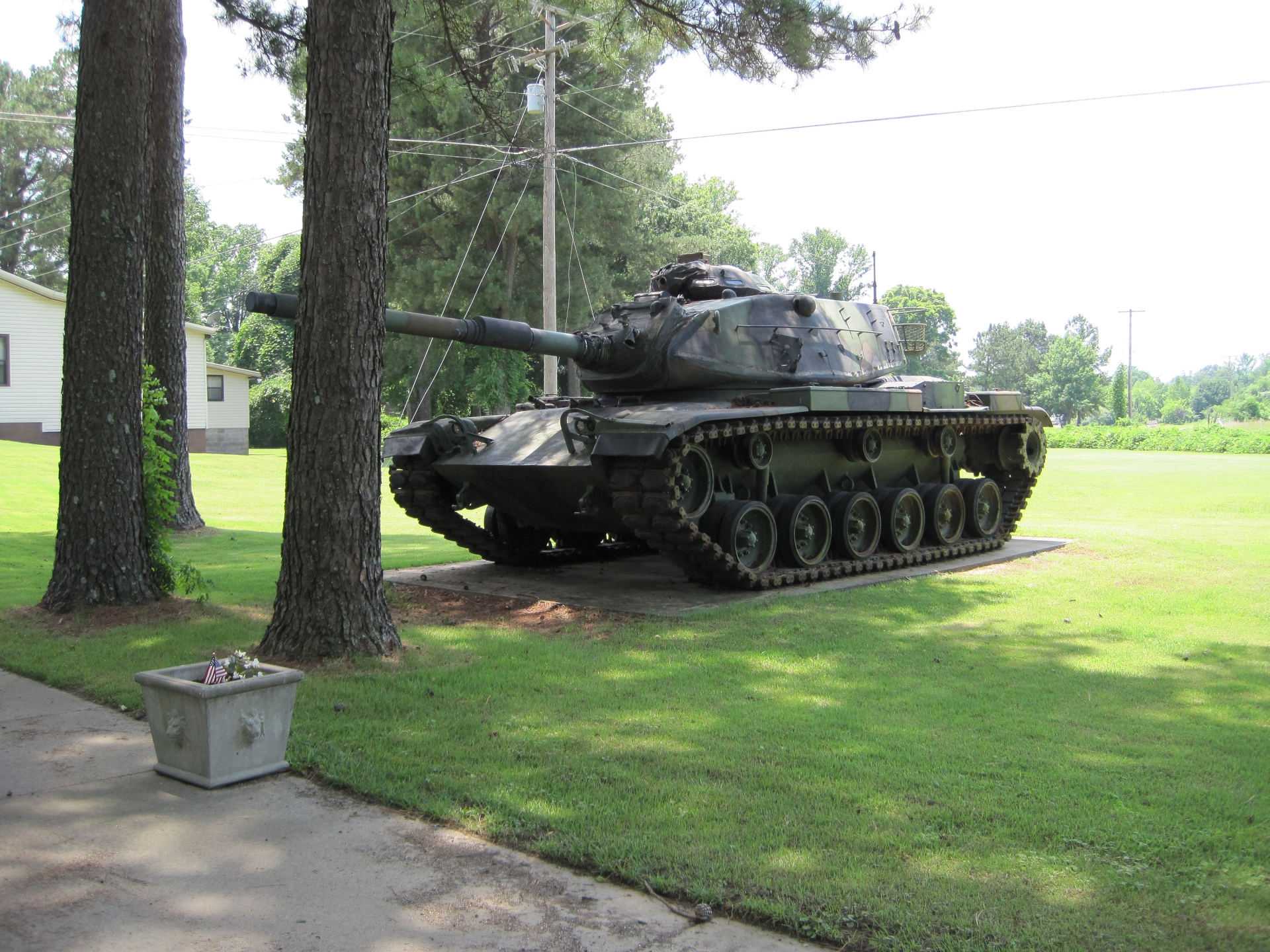
市内VFWポストに記念のために置かれる戦車
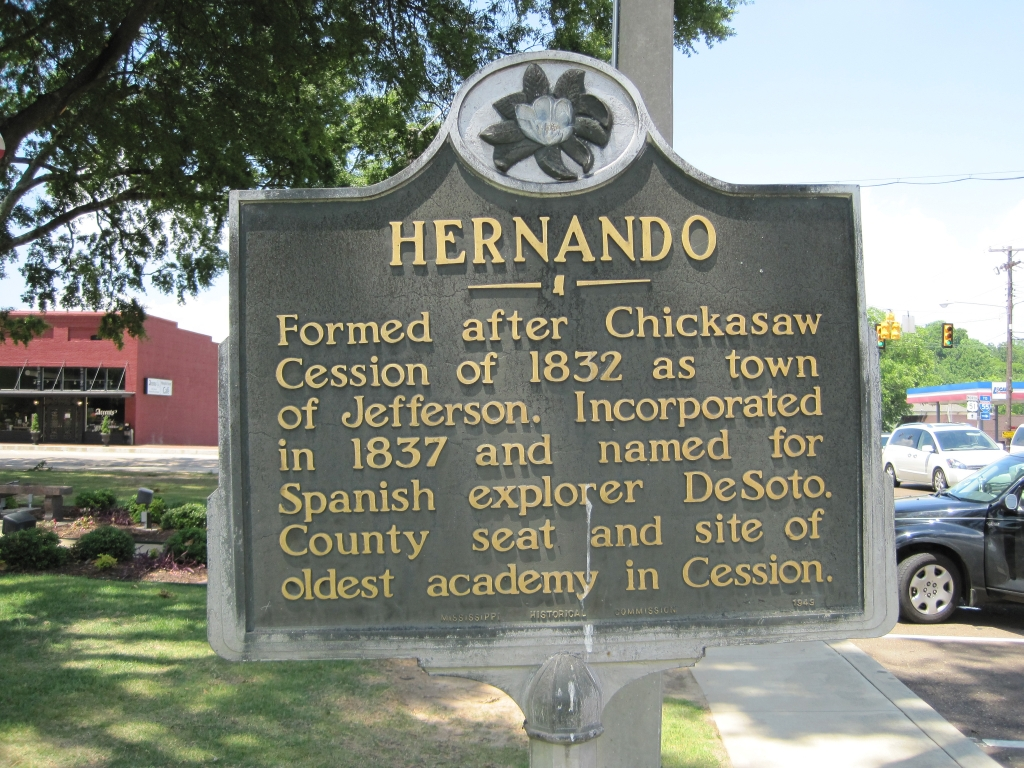
市の設立を説明する歴史銘板
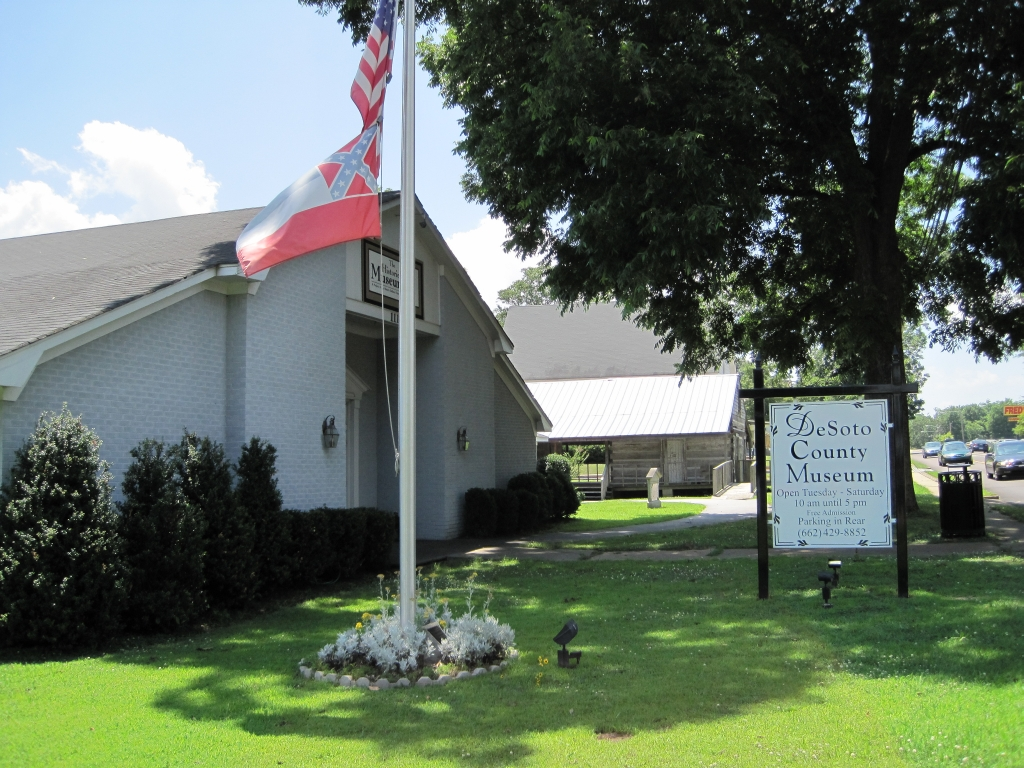
デソト郡博物館
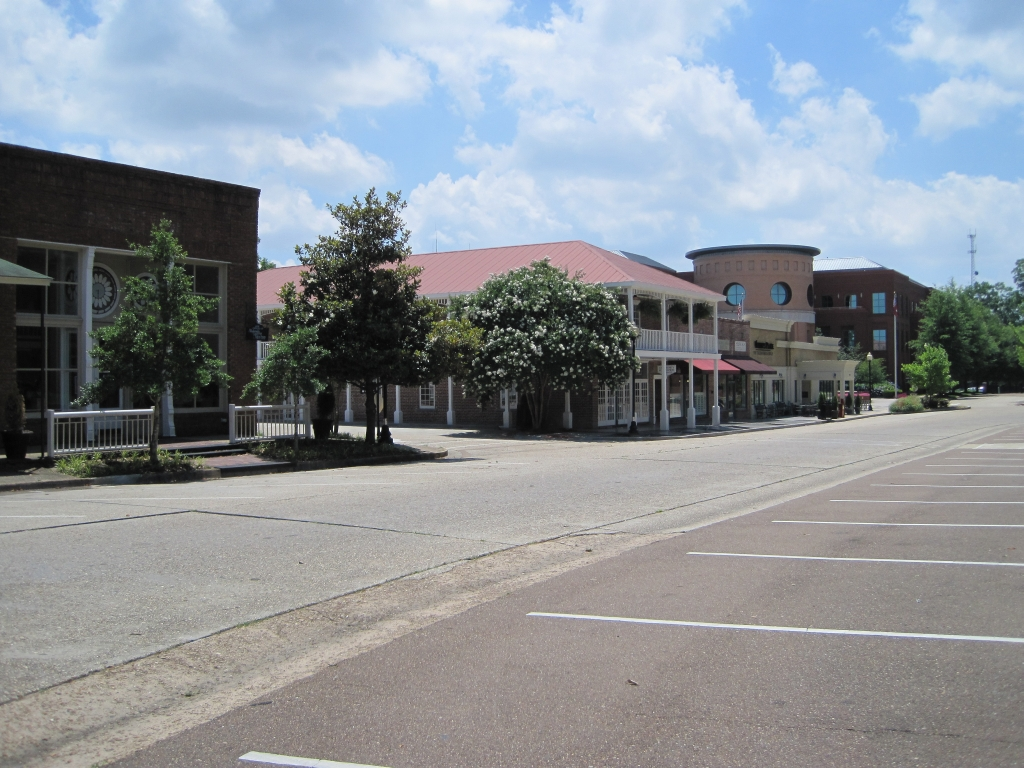
郡庁舎広場

## 著名な出身者
- ポール・バリソン（1929年-2003年）、ミュージシャン、ジョニー・バーネット・トリオのメンバー
- ネイサン・ベッドフォード・フォレスト（1821年-1877年）、軍人、南北戦争の時の南軍将軍
- ジェリー・リー・ルイス（1935年 - ）、ミュージシャン、ロックンロールおよびカントリー・ミュージック、成人してからヘルナンドで大きな家を購入した[8]